# Dique Mauá
Dique Mauá es inaugurado el 31 de diciembre de 1872, se ubica en Rambla Sur, Montevideo y fue construido a iniciativa del Irineu Evangelista de Sousa conocido como el Barón de Mauá. 

## Historia

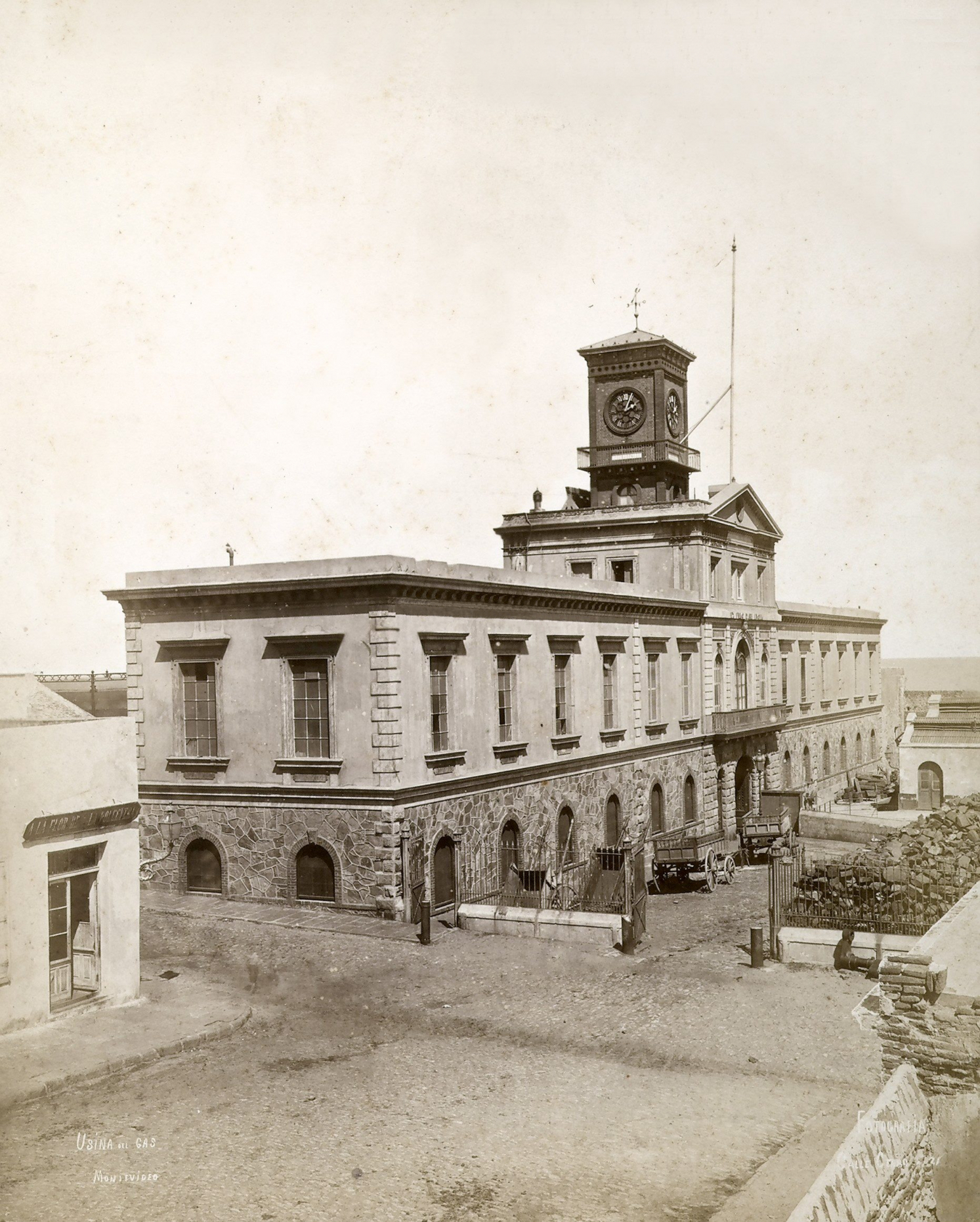
Compañía del Gas en 1890.

Por iniciativa de Mauá, se creó el primer dique seco del Río de la Plata.  El dique es un proyecto del ingeniero Cock. En 1873 se convierte en parte del patrimonio de la entonces Compañía de Gas y Dique Seco Montevideo. El 30 de octubre de 1979, pasa a manos de la Armada Nacional del Uruguay. El 1 de noviembre de 1979 el Dique Mauá se incorpora al Servicio de Construcciones, Reparaciones y Armamento (SCRA), Dirección General de Material Naval (DIMAT), de la Armada Nacional de Uruguay.
Tiene la misión de construir, reformar, reparar y mantener los Buques de la Armada, del Estado y particulares, nacionales y extranjeros, a fin de contribuir al alistamiento del material naval, así como al desarrollo de las capacidades industriales y tecnológicas propias y del país en el área referida.

## Características
- Eslora total 78 m.  Manga 12 m. Calado máximo: 3,8 m[4]

Cuenta con talleres capacitados para la reparación naval e industrial en las áreas de calderería, soldadura, cobrería, mecánica, tornería, ajuste naval, carpintería de obra blanca, ribera, bobinados, electricidad y ensayos no destructivos.

## Proyecto
El dique, perteneciente a la Armada Nacional, y que a su lado tiene las viejas instalaciones de la Compañía del Gas de Montevideo, está catalogado como Monumento Histórico Nacional. En abril de 2016, se presenta una propuesta para considerar que la terminal de Buquebus se instale junto al dique. La empresa había manifestado interés en que su terminal se construyera en Capurro. El exintendente de Montevideo Mariano Arana, criticó el lugar por no consideralo propicio. También expresó que a su juicio, el mejor punto para desarrollarlo es en Capurro.Las condiciones de operación en un lugar de grandes vientos y de zona abierta, requerirían la construcción de una escollera de más de 1.500 metros.
En agosto de 2018, se constituye Por la Rambla Sur, un colectivo de vecinas y vecinos de la zona y de Montevideo, junto con otras organizaciones sociales, con la finalidad de impedir la venta de los dos predios (padrones 6.177 y 7.751), y promover la discusión en la prensa montevideana.
Con el pronunciamiento de la Facultad de Arquitectura, Diseño y Urbanismo, y fundamentalmente con el diálogo entre Por la Rambla Sur y diversos actores políticos, miembros de la Cámara de Representantes, el Parlamento en octubre de 2018 decide no apoyar el proyecto de ley.
Por la Rambla Sur, inicia entonces, nuevas acciones para que se discutan los posibles uso de ese espacio público y patrimonial.